# اس‌تی‌اس-۴۴
اس‌تی‌اس-۴۴ (انگلیسی: STS-44) یکی از ماموریت‌های برنامه شاتل‌های فضایی بود که در تاریخ ۲۴ نوامبر ۱۹۹۱ از پایگاه فضایی کندی به فضا پرتاب شد. این ماموریت توسط شاتل آتلانتیس و برای مدت حدود ۷ روز انجام گرفت و هدف اصلی آن حمل ماهواره وزارت دفاع ایالات متحده آمریکا به مدار زمین بود.